# Dirk Behrendt

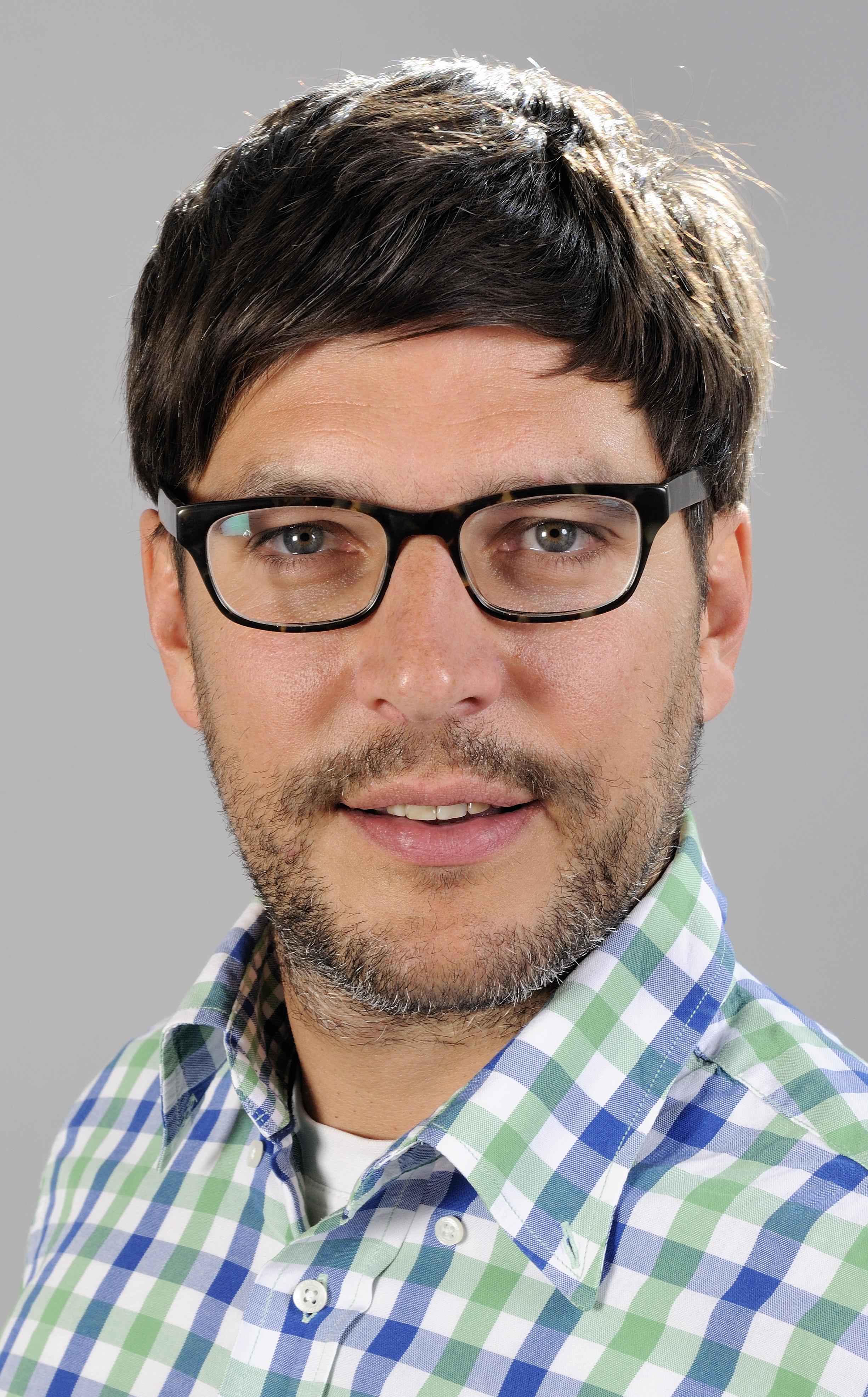
Dirk Behrendt (2013)

Dirk Behrendt (* 5. August 1971 in West-Berlin) ist ein deutscher Jurist und Politiker (Bündnis 90/Die Grünen). Er war von 2006 bis 2016 Mitglied des Abgeordnetenhauses von Berlin und war von 2016 bis 2021 Justizsenator des Landes Berlin.

## Leben
Behrendt wuchs im Bezirk Reinickendorf im Neubaugebiet Märkisches Viertel auf. Beide Elternteile waren in der SPD engagiert. Behrendt fühlte sich anfangs ebenfalls zu den Sozialdemokraten hingezogen; wegen deren Linie in der Asylpolitik in den Neunzigerjahren wandte er sich aber den Grünen zu. 1992 zog er in eine Wohngemeinschaft nach Kreuzberg. Er lebt heute mit seinem Lebensgefährten Daniel Wesener (von 2021 bis 2023 Finanzsenator des Landes Berlin) in Kreuzberg.

## Ausbildung und Beruf
Nach Jurastudium und Promotion zum Thema Die Prüfungstätigkeit des Bundesrechnungshofs außerhalb der unmittelbaren Bundesverwaltung an der Freien Universität Berlin absolvierte Behrendt sein Referendariat. Ab 2000 arbeitete er als Richter in Berlin, zunächst beim Landgericht Berlin, dann bei den Amtsgerichten Berlin-Mitte und Köpenick. Von Sommer 2005 bis Sommer 2006 bekleidete er eine Richterstelle am Verwaltungsgericht Berlin. Von 2003 bis 2005 war er Landessprecher der Neuen Richtervereinigung Berlin/Brandenburg. Seit 2023 ist er wieder als Richter am Amtsgericht Neukölln tätig.

## Partei und Politik
Behrendt ist seit 1994 Mitglied von Bündnis 90/Die Grünen. Von 1995 bis 1999 war er für Bündnis 90/Die Grünen Mitglied der Bezirksverordnetenversammlung in Kreuzberg (vor der Bezirksvereinigung zu Friedrichshain-Kreuzberg). Hier war er sowohl Vorsitzender des Ausschusses für Umwelt und Verkehr als auch Mitglied des Wirtschaftsausschusses. Während des rot-grünen Sommersenats 2001 war Behrendt Mitarbeiter von Justizsenator Wolfgang Wieland (Bündnis 90/Die Grünen).

### Abgeordneter
Behrendt wurde bei der Wahl im September 2006 im Wahlkreis Friedrichshain-Kreuzberg 2 mit 42,4 % der Stimmen direkt gewähltes Mitglied des Berliner Abgeordnetenhauses (MdA). Er war Mitglied in den Ausschüssen für Inneres und für Verfassung und Recht sowie rechtspolitischer Fraktionssprecher.
Behrendt engagierte sich 2011 gegen negative Begleitumstände des zunehmenden Tourismus in Kreuzberg, erteilte aber dem Ruf nach mehr Polizei und Ordnungsamt zur Unterbindung lauter Partys eine Absage. Für einen „stadtverträglichen Tourismus“ solle man die Übernachtungsmöglichkeiten im Bezirk beschränken. Der rot-rote Senat jubele jeden Übernachtungsrekord hoch und ignoriere dabei die Probleme.
Bei der Wahl zum Berliner Abgeordnetenhaus am 18. September 2011 gewann er mit 49,8 % der abgegebenen Stimmen erneut das Direktmandat für den Wahlkreis Friedrichshain-Kreuzberg 2 und erzielte damit das beste Erststimmenergebnis aller Abgeordneten. Der Wahlkreis galt hierbei schon immer als Grünen-Hochburg mit ihrem bekanntesten Bundespolitiker Christian Ströbele. Zur Wahl 2016 trat er nicht mehr an.

### Justizsenator
2016 wurde Behrendt im Senat Müller II Senator für Justiz, Verbraucherschutz und Antidiskriminierung.
2018 setzte er sich dafür ein, dass Schwarzfahren nicht mehr als Straftat, sondern nur mehr als Ordnungswidrigkeit geahndet werden solle, und regte dazu eine entsprechende Gesetzesinitiative des Bundesrates an. Einen kostenlosen ÖPNV lehnt Behrendt dagegen ab, da man die vielen Touristen nicht kostenfrei fahren lassen sollte.
Im Dezember 2020 ernannte er entgegen der ständigen Rechtsprechung des Bundesverwaltungsgerichts drei Kandidaten zu Mitgliedern des Berliner Kammergerichts, obwohl noch die Klage eines Konkurrenten anhängig war.
Behrendt forderte im März 2020, als „menschenrechtliche Verpflichtung“ die Aufnahme von Flüchtlingen aus dem Lager Moria auf Lesbos auch gegen den Bund durchzusetzen, und bot an, dass Berlin zusammen mit zivilgesellschaftlichen Organisationen die Menschen von dort ausfliegen könne. Mit Bildung des Senats Giffey am 21. Dezember 2021 schied er aus dem Senatorenamt aus und Lena Kreck folgte ihm nach.

## Mitgliedschaften
- Neue Richtervereinigung
- Mieterverein Berlin e. V.
- Bäume am Landwehrkanal e. V.